# Dodecaedro truncado parabiaumentado
Em geometria, o dodecaedro truncado parabiaumentado é um dos sólidos de Johnson (J69). Como o nome sugere, é criado acoplando-se duas cúpulas pentagonais em duas faces decagonais de um dodecaedro truncado.